# Nesterwarka
Nesterwarka (ukr. Нестерварка) – wieś na Ukrainie, w obwodzie winnickim, w rejonie tulczyńskim, w hromadzie Tulczyn. W 2001 liczyła 2479 mieszkańców, spośród których 2396 wskazało jako ojczysty język ukraiński, 53 rosyjski, 4 mołdawski, 1 białoruski, 22 romski, 1 polski, a 2 inny.